# Kabinett Alfred Hilbe

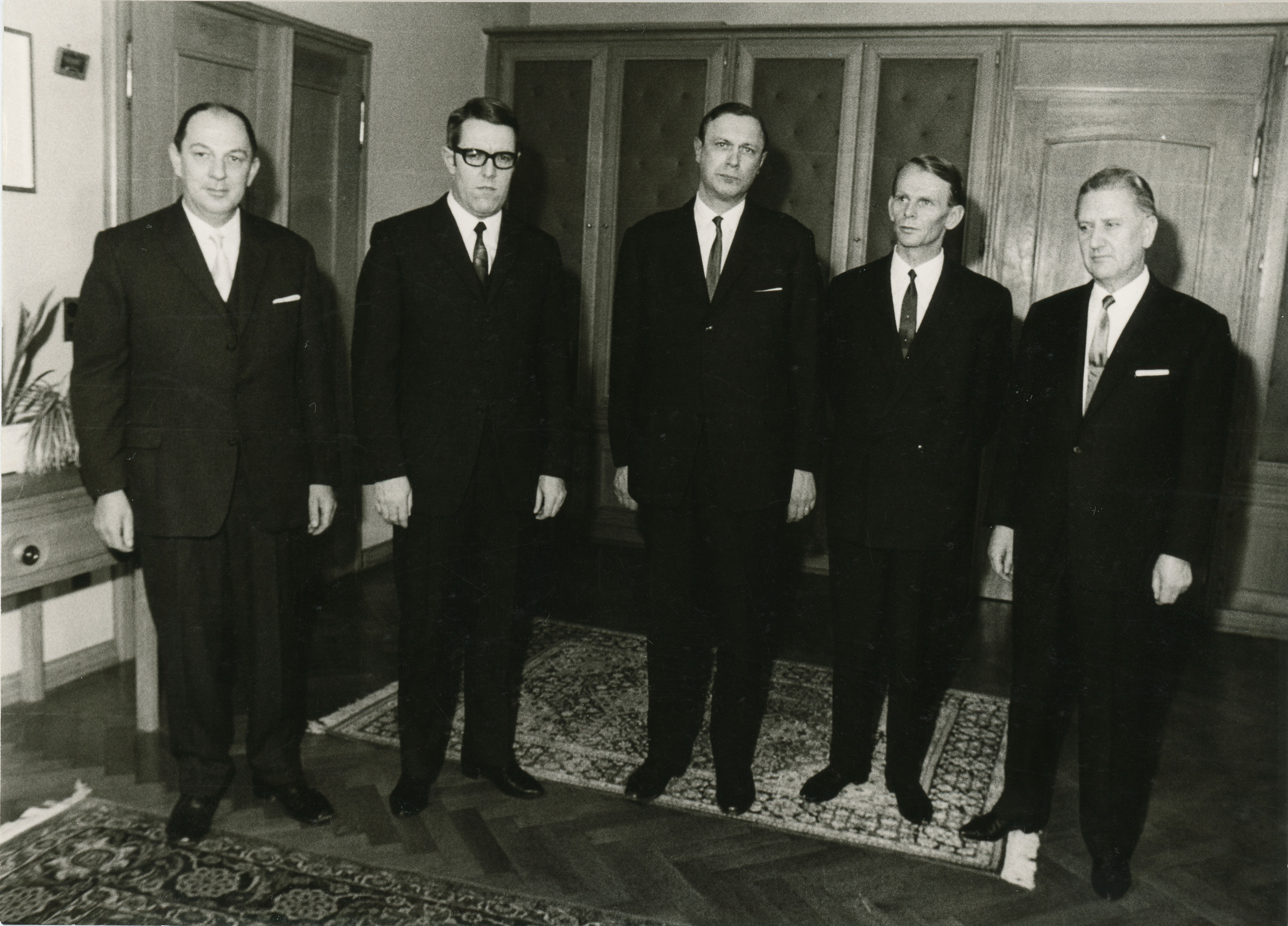
Die Mitglieder der Regierung

Das Kabinett Alfred Hilbe war von 18. März 1970 bis 27. März 1974 die 11. amtierende Regierung des Fürstentums Liechtenstein unter Vorsitz von Alfred Hilbe (VU) in seiner einzigen Amtszeit als Regierungschef.
Nach der Landtagswahl am 30. Januar/1. Februar 1970 bildeten die Vaterländische Union (VU) und die Fortschrittliche Bürgerpartei (FBP) eine Koalitionsregierung, die im Landtag des Fürstentums Liechtenstein zusammen alle 15 Sitze einnahm.
Während der Amtszeit des Kabinetts wurden zahlreiche Reformen unternommen: Reformen des Schulsystems (1971), des Eherechts (1974) und der politischen Volksrechte (Einführung der 8 %-Klausel und des Kandidatenproporzes 1972) und gescheiterte Bemühungen zur Einführung des Frauenstimmrechts (Volksabstimmungen 1971 und 1973). Außerdem wurde das  Landesmuseum wiedereröffnet (1972) sowie ein Abkommen über die Ausdehnung des Freihandelsabkommens zwischen der Schweiz und der Europäischen Wirtschaftsgemeinschaft auf Liechtenstein abgeschlossen (1972).
Für nach dem 18. März 1965 gebildete Regierungen gilt gemäss Artikel 79 der Verfassung des Fürstentums Liechtenstein, dass sie stets fünfköpfige Kollegialregierungen sind, bestehend aus einem Regierungschef als primus inter pares und vier Regierungsräten, von denen einer zum Regierungschef-Stellvertreter bestimmt wird. Aus jedem der beiden Landschaften Oberland und Unterland müssen wenigstens zwei Regierungsmitglieder kommen. Ernannt und entlassen werden sie vom Landesfürsten, die reguläre Amtsperiode beträgt vier Jahre.

## Kabinettsmitglieder
|                               | Bild                                        | Name          | Amtszeit                      | Landschaft | Ressort                                                                   |
| Regierungschef                |                                             |               |                               |            |                                                                           |
|                               | Regierungschef Alfred Hilbe                 | Alfred Hilbe  | 18. März 1970 – 27. März 1974 | Oberland   | - Präsidium - Äusseres - Wirtschaft - Bildungswesen - Finanzen - Bauwesen |
| Regierungschef-Stellvertreter |                                             |               |                               |            |                                                                           |
|                               | Regierungschef-Stellvertreter Walter Kieber | Walter Kieber | 18. März 1970 – 27. März 1974 | Oberland   | - Inneres - Justiz - Gesundheitswesen - Verkehr                           |
| Regierungsräte                |                                             |               |                               |            |                                                                           |
|                               | Regierungsrat Andreas Vogt                  | Andreas Vogt  | 18. März 1970 – 27. März 1974 | Oberland   | - Sozialwesen                                                             |
|                               | Regierungsrat Cyrill Büchel                 | Cyrill Büchel | 18. März 1970 – April 1971    | Unterland  | - Kultur und Jugend                                                       |
|                               | Regierungsrat Walter Oehry                  | Walter Oehry  | April 1971 – 27. März 1974    | Unterland  | - Kultur und Jugend                                                       |
|                               | Regierungsrat William Hoop                  | William Hoop  | 18. März 1970 – 27. März 1974 | Unterland  | - Land- und Forstwirtschaft                                               |